# Bronte (Texas)
Bronte è un centro abitato degli Stati Uniti d'America, situato nella contea di Coke dello Stato del Texas.
Prende il nome dalla scrittrice inglese Charlotte Brontë.

## Geografia fisica
Bronte è situata a 31°53′13″N 100°17′42″W (31.887046, -100.294947).
Secondo lo United States Census Bureau, ha un'area totale di 1,4 miglia quadrate (3,6 km²).

## Società

### Evoluzione demografica
Secondo il censimento del 2000, 1.076 persone, 426 nuclei familiari e 293 famiglie risiedevano nella città. La densità di popolazione era di 748,0 persone per miglio quadrato (288,5/km²). C'erano 502 unità abitative a una densità media di 349,0 per miglio quadrato (134,6/km²). La composizione etnica della città era formata dal 90,06% di bianchi, lo 0,19% di nativi americani, lo 0,09% di isolani del Pacifico, l'8,55% di altre razze, e l'1,12% di due o più etnie. Ispanici o latinos di qualunque razza erano il 20,07% della popolazione.
Of 426 nuclei familiari, il 31,5% aveva figli di età inferiore ai 18 anni, il 56,3% erano coppie sposate conviventi, l'8,9% aveva un capofamiglia femmina senza marito, e il 31,2% non erano famiglie. Circa il 30,5% di tutti i nuclei familiari erano individuali e il 20,2% aveva componenti con un'età di 65 anni o più che vivevano da soli. Il numero di componenti medio di un nucleo familiare era di 2,42 e quello di una famiglia era di 3,00.
Vi erano il 26,9% di persone sotto i 18 anni, il 5,6% di persone dai 18 ai 24 anni, il 21,5% di persone dai 25 ai 44 anni, il 21,6% di persone dai 45 ai 64 anni, e il 24,5% di persone di 65 anni o più. L'età media era di 41 anni. Per ogni 100 femmine, c'erano 88,1 maschi. Per ogni 100 femmine dai 18 anni in giù, c'erano 80,1 maschi.
Il reddito medio di un nucleo familiare era di 28.150 dollari, e per una famiglia era di 37.625 dollari. I maschi avevano un reddito medio di 30.769 dollari contro i 14.135 dollari delle femmine. Il reddito pro capite era di 18.869 dollari. Circa il 10,4% delle famiglie e il 15,2% della popolazione erano sotto la soglia di povertà, incluso il 17,4% di persone sotto i 18 anni e l'11,4% di persone di 65 anni o più.